# Bränntjärnen (Säfsnäs socken, Dalarna, 667305-142681)
Bränntjärnen är en sjö i Ludvika kommun i Dalarna och ingår i Göta älvs huvudavrinningsområde.